# 서광여객
서광여객(瑞光旅客)은 울산광역시의 지선버스  업체이며. 대표자는 김점이이다.

## 운행 노선

### 지선버스
- 남구1번 (농산물유통센터 ↔ 현대백화점)
- 남구5번 (법원 ↔ 법원)
- 남구8번 (법원 ↔ 법원)
- 남구10번 (남양그린빌 ↔ 남양그린빌)

## 사진

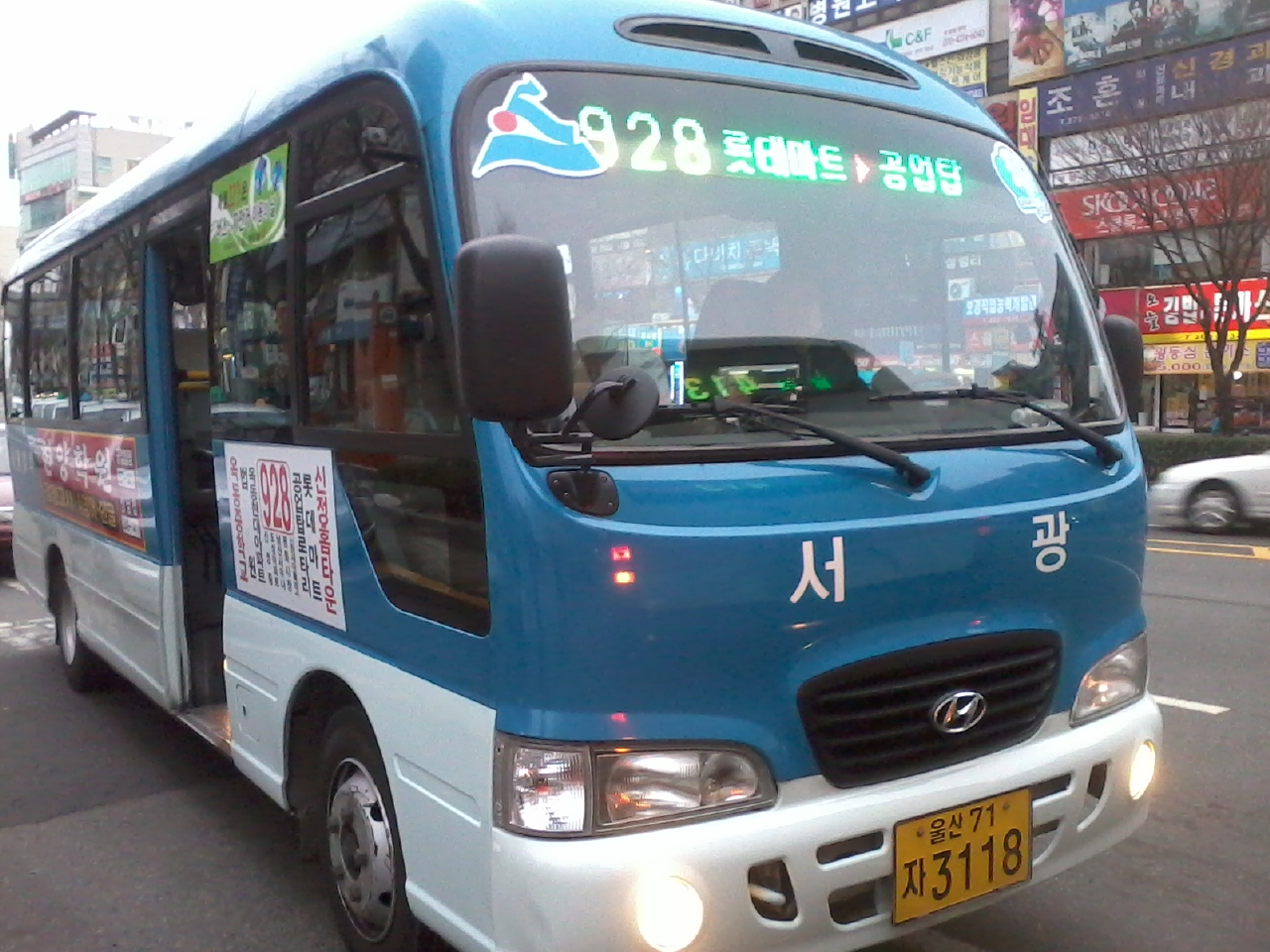
울산지선버스 남구8번